# Hyperemesis gravidarum
Hyperemesis gravidarum, hyperemesis eller allvarligt graviditetsillamående, är en komplikation vid graviditet, som yttrar sig i onormalt svårt graviditetsillamående med så svåra kräkningar eller illamående att det finns risk för näringsbrist, störningar i elektrolytbalansen, vätskebalansen eller i syra-basbalansen. Sådana störningar är farliga för såväl kvinna som foster.
Hyperemesis drabbar enligt olika uppskattningar upp till tre procent av alla gravida. Inom specialistvården i Sverige vårdas knappt 4 000 kvinnor per år för ihållande kräkningar under graviditeten. Illamåendet och kräkningarna kan komma så tidigt som i vecka 5 och ibland hålla i sig genom hela graviditeten med viktnedgång och uttorkning som följd. Varför vissa gravida drabbas vet forskarna ännu inte.
Risken att drabbas av hyperemesis ökar av att vänta tvillingar och av druvbörd, vilket möjligen beror på de hastigt ökade värdena av koriogonadotropin. Forskarna tror också att det finns en ärftlig komponent vid hyperemesis eftersom individer vars mamma eller syster haft tillståndet löper större risk att själva drabbas. Den som har haft hyperemesis under sin första graviditet löper större risk att drabbas i nästa graviditet, även om de flesta som haft hyperemesis inte får det i efterföljande graviditeter. Vid hyperemesis ökar inte risken för missfall. Brittiska forskare visade 2023 att illamående och kräkningar nästan uteslutande beror på ett hormon som heter GDF15 

## Definition
Det har saknats en internationellt vedertagen definition eller konsensus kring när ett graviditetsillamående övergår i hyperemesis, vilket har gjort det svårt att jämföra studier och behandlingar. Ibland omfattar definitioner av hyperemesis någon typ av objektiv markör, som obalans i syra-basstatus, ketonuri, elektrolytrubbningar eller att kvinnan ska ha tappat minst fem procent av sin vikt sedan hon blev gravid. Vissa definitioner grundar sig också på ett gränsvärde för de validerade skalor som finns för att mäta frekvens, intensitet eller varaktighet av kräkningar och illamående.
År 2021 togs ett förslag fram på en internationell definition av hyperemesis som lyder: 
Debut av symtom i tidig graviditet (före graviditetsvecka 16) med illamående och kräkningar varav minst det ena av allvarlig grad, oförmåga att äta och/eller dricka normalt samt kraftig begränsning i dagliga aktiviteter.
Tecken på uttorkning anses enligt denna definition vara bidragande till diagnos men inte nödvändigt. Det finns inga krav på symtomens varaktighet för diagnosen.

## Behandling
Allvarliga kräkningar vid graviditet bör undersökas av sjukvården. Eftersom det fortfarande är oklart vad som orsakar hyperemesis riktas sjukvårdens behandlingsmetoder inte mot grundorsaken, utan syftar till att minska illamående och kräkningar, återställa salt- och vätskebalans vid uttorkning samt förhindra komplikationer. 
Statens beredning för medicinsk och social utvärdering (SBU) utvärderade 2022 metoder för att behandla gravida med extremt graviditetsillamående. I rapporten dras slutsatsen att effekten av behandling med läkemedel, kosttillskott, reglering av födointag samt olika sätt att återställa vätskebalansen hos uttorkade patienter vid hyperemesis inte kan bedömas på grund av att studierna är mycket få och resultaten har mycket låg tillförlitlighet. Av samma skäl kan inte heller effekten av olika sätt att organisera vården vid hyperemesis bedömas. Rapporten visade att akupressur som tillägg till standardbehandling möjligen ger en måttlig minskning av illamående och kräkningar vid bedömning efter 48 timmar, jämfört med placebo (låg tillförlitlighet). SBU lyfte att det behövs fler välgjorda forskningsstudier om behandling av hyperemesis. Särskilt behövs studier som utvärderar läkemedel som är vanliga vid behandling av illamående i Sverige såsom prometazin i kombination med koffein och efedrin, ondansetron och metoklopramid, samt om kombinationsbehandling med dessa preparat är bättre än behandling med bara ett preparat.